# ستاره پردار برازنده
ستاره‌های پردار برازنده (نام علمی: Tropiometra carinata) ممکن است تا ۲۰ سانتی‌متر در طول کل رشد کنند. رنگ آنها به رنگ زرد تا قهوه‌ای متغیر است و گاهی به رنگ‌های زرد و قهوه‌ای‌رنگ می‌شوند. آنها ده بازوی بلند با شاخه‌های کناری مژک‌دار دارند که تا یک نقطه باریک می‌شوند. آنها ۲۰–۳۰ سیری در هر بازو دارند.

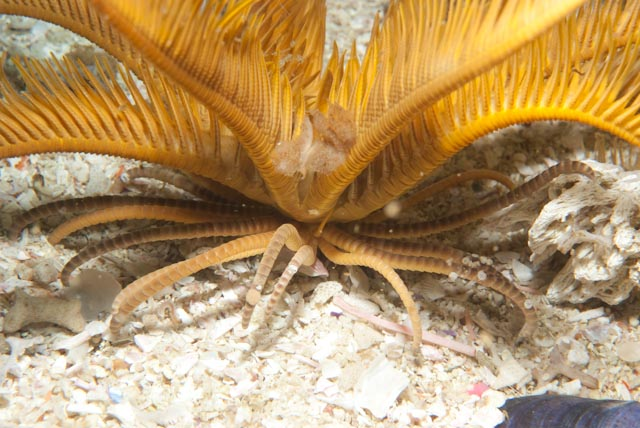
سیری در ستاره پردار برازنده